# Sascha Juul
Sascha Juul (født 27. februar 1990) er en dansk håndboldspiller, der spiller for Ringkøbing Håndbold. Hun har tidligere spillet for selvsamme Ajax København og Nykøbing Falster Håndboldklub.